# Odyssey Web Browser
Az Odyssey Web Browser (röviden: OWB, korábban: Origyn Web Browser) egy AmigaOS-szerű operációs rendszerek alá kifejlesztett WebKit-alapú webböngésző. A szoftvert eredetileg a Sand-Labs írta és a Pleyo adta ki, majd a MorphOS és az AROS portokat Fabien Coeurjoly, illetve Krzysztof Smiechowicz fejlesztette tovább.

## Történet

### AmigaOS 4 port(ok)
A szoftvert a Sand-Labs kezdte fejleszteni még 2007-ben BSD licenc alatt. Eredetileg mobiltelefonokba, set-top-boxokba szánták, azonban 2007 végén Andrea Palmatè bejelentette, hogy elkészítenek egy AmigaOS 4 portot is, mely Karácsonyra még csak Alpha-állapotban volt. Az intenzív munkának Jörg Strohmayer látott neki SDL-alapokon az AmigaOS 4 szolgáltatásainak (pl. ARexx) egyre teljesebb implementálásával. 2008. július 1. mérföldkő, mert ekkor jelent meg a "DoDuo" névvel ellátott verzió jobb XHTML kompatibilitással és bővített AmigaOS 4 beágyazottsággal. A címjegyzék (Address book) funkció leválasztásra került a fő programcsomagról és külön egységként fejlesztették tovább.
2008 Karácsonyára jelent meg az újabb mérföldkövet jelentő "Galekid" verzió, majd 2009 február közepére a "Galegon" programváltozat. A tavasz folyamán Strohmayer a fájl-letöltést írta át alapjaitól, illetve a renderelést optimalizálta. 2009. év második felétől a munka nagy része a felderített hibák javításáról szólt, de funkcióbővülésként értékelhető, hogy a CTRL-billentyűvel együtt kattintott weblink új fülön lett megnyitható, valamint az SVG-támogatás deaktiválásával 8 MB-ttal kisebb lett a memóriaigény. Végül 2011. április végén még egy új funkció, a sütik letilthatósága jelent meg az Origyn Web Browser utolsó, 3.32-es változatában.
2011 szeptember elején aztán Roman Kargin, Thore Böckelmann és Daniel Westerberg bejelentették, hogy elkészítették a Fabien Coeurjoly által MorphOS-re fejlesztett, akkor már Odyssey névre hallgató MUI-alapú webböngésző AmigaOS 4 átiratát MUI-OWB 1.9 néven. A korábbi Strohmayer-féle átirathoz ennek a változatnak semmi köze nem volt, közvetlenül a WebKiten alapult és teljesen új fejlesztésű grafikus interfésze lett. A szoftver a működéséhez legalább AmigaOS 4.1 Update 3-at igényelt. Ezután a munka a háttérben zajlott és csak 2013 Karácsonyára jelent meg publikus változat 1.16 verziószámmal. Ez nem az akkor legfrissebb kód volt és nem tartalmazott HTML5 videó- és hangtámogatást, beépülőket és nyelvhelyesség ellenőrzőt (spell check). A hiányosságok közül a HTML5 videólejátszás a legközelebb publikált legfrissebb kódot tartalmazó 1.23-as változatban mutatkozott be 2014 márciusában. A következő években ennek a verziónak a revíziói és azok bétaváltozatai készültek el, melyekből 2020 március közepén jelent meg az 1.23 r5 beta02, ami új funkcióként már WebP-támogatással rendelkezett. Intenzív hibajavítások zajlottak 2020 folyamán, különösen a MediaPlayer kapott számos frissítést, de új elemként megjelent a többgombos egerek támogatása (4. és 5. gomb) oldalak hátra és előrelapozásának megkönnyítése érdekében, hasonlóan, mint az IBrowse-ban. A munka során folyamatos volt kódrészletek, funkciók átemelése a MorphOS portból. Az első kiadásra érett (Release Candidate) változat 2022 január elején jelent meg.

### AROS port
2008. december 10-én, megfelelő mennyiségű pénzadomány összegyűjtése után Stanislaw Szymczyk bejelentette az első képernyőképeket a megkezdett AROS port aktuális állásáról. Az SDL szolgáltatásainak igénybevételét fokozatosan váltotta fel az Intuition használata. Számos alapvető függvénykönyvtár (pl. libjpg, libpng, libz stb.) már rendelkezésre állt AROS-on, így csak az OpenSSL és a libcurl megírására volt szükség az első látható eredmények eléréséhez, de ezek már korábban elkészültek Robert Norris jóvoltából. Krzysztof Smiechowicz készítette el a freetype.library AROS portját és a főprogramban számos kódrészletet emeltek át a már előrehaladottabb AmigaOS 4 átiratból. Az első tesztváltozat 2009 február 23-án jelent meg, majd június közepén a második és november elején a harmadik 0.9.9 verziószámmal.
2010. szeptember 7-én Krzysztof "deadwood" Smiechowicz bejelentette, hogy átvette az Origyn Web Browser fejlesztését Stanislaw Szymczyktől és megjelentette az OWB 1.02-es "Kísérleti kiadását". Célként fogalmazódott meg, hogy az ingyenes MUI-klón Zune vegye át a MUI szerepét a program grafikus felhasználói felületének (GUI) alapjaként, ezért 2012 március elején pénzadomány-gyűjtés is kezdődött. A gyűjtés nyomán került be az OWB 1.16 az AROS Icaros 1.4, illetve az AspireOS 1.7 disztribúcióiba, így ez az első "hivatalos" verzió. Áprilisban bekapcsolásra került a JavaScript JIT motor, illetve a WebM és Ogg kodekek támogatása, továbbá a HTML5-támogatás implementációja érdekében újabb adománygyűjtés kezdődött meg. Mind a pénzgyűjtés, mind a Zune fejlesztése és az OWB átírása lassan haladt, így az AROS verzió két-három évig nem tudott lépést tartani a másik két port fejlődésével. A fejlesztő 2014 szeptemberében jelentette, hogy folyamatban az 1.23-as változat készítése, mely az október-novemberi Icaros Desktop verzióban debütál. Az Icaros Desktop 2.03 változatára felkerült OWB 1.25 béta verzióinak sorozata következett, melyek temérdek hibajavítást tartalmaztak. A végleges 1.25 verzió végül 2016 április elején került kiadásra és az addigi hibajavítások mellett a következő fejlesztéseket tartalmazta: működő HTML5 videókezelés, működő Google Drive-, részleges Google Dokumentumok-kezelés.
A következő verzióra csaknem nyolc évet kellett várni, de 2024. februárjában megjelent az OWB 1.26-os változata, mely újabb szoftverfejlesztői környezeten (SDK) került lefordításra és számos hibajavítást tartalmaz az utóbbi évekből. Futtatásához a legújabb 20220318-1 verziójú AROS ABIv0 operációs rendszer szükségeltetik.
Krzysztof Smiechowicz 2024 augusztus elején publikálta az OWB új, 64-bites kiadásának első bétaváltozatát AROS, Linux és Windows 11 operációs rendszerekre nyilvános tesztelés céljából. A következő publikáció augusztus 26-ai, melyben a WebKit motor 2019 februárira cserélődött és már 32- és 64-bites változat is elérhető. A kiadás főverzió váltást jelent majd, 2.0-ra.

### MorphOS port
Fabien "Fab" Coeurjoly végezte az OWB átírását MorphOS-re 2009 februárjától a "Galekid" verzió alapján. Bár a böngésző első változatai működtek MorphOS 1.4.x alatt is, a fejlesztő elejétől fogva a MorphOS 2.x használatát javasolta az újabb MUI verzió miatt. A memóriaigény mintegy 35 MB volt ekkor. Háromféle kiadás is készült ebben az időszakban a kisebb memóriafelhasználás végett: egy teljes, egy csak az SVG-formátumot nélkülöző és egy, ami az SVG hiánya mellett UTF-8-az és európai kódlapokat is tartalmazott. A következő hónapokban a hirdetés-blokkoló, a letöltés-kezelő és a konfigurálható helyzetérzékeny menük voltak terítéken. 2009 ősze folyamán készült el a jelszó-, a süti- és a lokalizáció-kezelés, decemberre a Flash-beépülő (plugin), majd végül a fejlesztők fontos eszköze a WebInspector. További fejlesztések mellett a HTML5 specifikáció teljesebb támogatása jelent meg 2010 márciusában, majd júniusban a PC-s Greasemonkey böngésző-beépülőhöz hasonló funkció, mellyel egyéni JavaScript kódok futtathatók egy weboldalon, kiegészítve annak funkcionalitását.
Fabien Coeurjoly már 2010 augusztusában arról írt, hogy az eredeti OWB-t már nem fejlesztik tovább, így a MorphOS port alapját még inkább a WebKit ingyenes böngészőmotorja adja majd. 2011 augusztusában pedig a szerző arról értesített, hogy az általa - továbbra is az OWB mozaikszó használatával - fejlesztett böngésző már nem az Origyn Web Browseren alapul, ezért a nevét megváltoztatta Odyssey Web Browserre. A szoftverfejlesztés még 2014 elejéig zajlott, majd a szoftver utolsó hivatalos, 1.24-es változata 2014 április közepén jelent meg, majd Fabien Coeurjoly 2016 január elején közzétette az Odyssey forráskódját a GitHub-on.
A MorphOS fejlesztői csapat 2022 márciusában, a MorphOS 3.16-os változatától lecserélte az addig alapértelmezett OWB webböngészőt a Wayfarerre.

## Rendszerigény
A böngésző alapvetően AmigaOS 4.1, MorphOS 3.x és AROS ABIv0 20220318-1 vagy afeletti verziójú operációs rendszereken fut, így ezek hardver- és szoftverigénye határozza meg, milyen számítógépen futtatható. A működéshez minimum 100 MB rendszermemóriát igényel és ajánlatos a Microsoft gyári TrueType betűtípusainak a használata (a telepítés során letölthetők).

## Működés

### Könyvjelzők
Az OWB képes beimportálni az IBrowse webböngésző könyvjelzőit (Bookmarks), csak be kell másolni azokat az OWB könyvtárába "bookmarks.html" néven. Új könyvjelző úgy menüből, mint húzd-és-ejtsd módszerrel létrehozható.

### Speciális beállítások
Bizonyos különleges beállítások csak környezeti változókon keresztül módosíthatók. A legfontosabb ezek közül a HTTP_PROXY, melyben az esetlegesen használt proxyszerver címét lehet megadni.

### Futási sebesség
A betűkészletek (fontok) betöltése első indításkor hosszabb időt vesz igénybe, de normál működés során ez nem jelentkezik. További gyorsítási lehetőség a Cairo renderelő algoritmusának optimalizációja, mely a tervek között szerepel.

### Stabilitás
A WebKit böngészőmotor igen memóriaigényes és kis rendszermemóriával rendelkező rendszereken a kód rendszerösszeomlást tud előidézni a memória betelése esetén. Néhány ezek közül kezelésre került az OWB kódjában, de minden WebKit hibát nem lehet ilyen módon javítani.